# 薩達斯基氣態巨行星分類法
薩達斯基氣態巨行星分類法（Sudarsky's gas giant classification）是一個基於太陽系外行星中的氣體巨行星表面溫度呈現的外觀發展出的的理論分類模型。該模型由天文學家大衛·薩達斯基等人在論文《Albedo and Reflection Spectra of Extrasolar Giant Planets》中首次提出，並在另一篇論文《Theoretical Spectra and Atmospheres of Extrasolar Giant Planets》中擴展其內容。而以上兩篇論文都在直接或間接成功觀測到太陽系外行星以前發表。這個模型被廣泛使用以表示太陽系外的氣體巨行星大氣層的多種形式。
在這個分類法中氣體巨行星基於大氣層組成的模式被分成五型（以羅馬數字表示）。在我們的太陽系中木星和土星屬於本分類法的第一型（Class I）。
本分類法並不適用於氣體巨行星以外的行星，例如類地行星地球、HD 85512 b（3.6倍地球質量）、OGLE-2005-BLG-390Lb（5.5倍地球質量）或巨冰行星天王星（14倍地球質量）和海王星（17倍地球質量）。

## 背景
大部分的太陽系外行星因為難以直接觀察，其表面狀況大多無法得知。此外，太陽系目前只有少數狀況可以應用到已知的太陽系外行星上，因為大多數系外行星的狀況和太陽系內的狀況完全不同，例如熱木星。
會對母恆星產生凌日現象的行星或許可以拍攝其光譜，例如HD 189733 b。該行星進一步顯示它是偏藍的，而它的反照率超過0.14。大多數的凌日行星都是熱木星。
目前無法直接觀測的系外行星狀態推測，例如大氣壓和溫度、組成都是藉著電腦模型處理，並且與母恆星的照射量相關。

## 分類

### 第一型（Class I）：氨雲

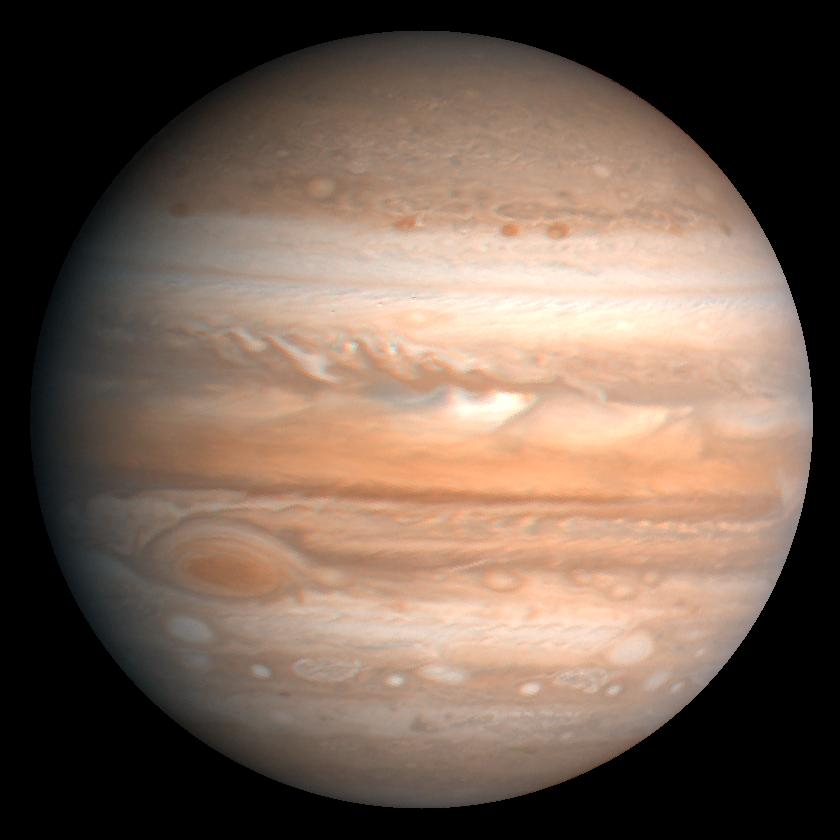
木星，本分類法中的第一型行星

本型中的行星外觀主要是氨為成分的雲。這些行星可在行星系統的外緣找到，必須在150 K以下的狀態下才會形成。環繞類似太陽恆星的這型行星其預測球面反照率（Bond albedo）是0.57，而木星的值是0.343、土星的值是0.342。反照率差異的原因有部分可以歸結到非平衡的凝聚物，例如托林（Tholin）或磷，而這些造成木星大氣中彩色雲層的化合物是不在模型計算中的。
第一型行星的溫度狀態必須要在低溫恆星或近日點距離母恆星遠的軌道上。前者可能過於暗淡而無法觀測，後者可能軌道週期長達數年而不明顯（參見克卜勒第三定律）。比木星更大的行星可能有足夠的質量以增加其被觀測到的機會，但這樣的行星如果年齡和木星相當，就可能會有足夠的內熱使其變成其它型行星。
薩達斯基的論文於2000年發表時只有木星和土星是第一型行星。巨蟹座55d可能也是第一型。

### 第二型（Class II）：水蒸氣雲
第二型行星溫度過高無法形成氨雲，其上的雲是由水蒸氣組成。模型中這種行星溫度上限是250 K。水蒸氣雲比氨雲能反射更多輻射能，因此球面反照率較第一型行星高，環繞類似太陽恆星的這型行星反照率預測值是0.81、即使在這型行星上的雲可能與地球相似，大氣層組成仍以氫和甲烷等富含氫的分子為主。
薩達斯基原始論文分類法中，可能符合第二型行星標準的系外行星是大熊座47b和仙女座υd（注意仙女座υd的真實質量是明顯高於假設質量）。

### 第三型（Class III）：無雲
行星表面的平衡溫度在350 K到800 K之間時就不會有行星尺度的雲覆蓋，因為大氣層中缺乏適合形成雲的化學物質。這類行星可能會因為瑞利散射和大氣層中甲烷的吸收，表面會完全是藍色的，就像是質量與木星相當的天王星和海王星。因為缺乏可以反射輻射的雲層，球面反射率並不高，在類太陽行星周圍的話預期反照率只有0.12。這類行星存在於行星系靠近母恆星處，相當於水星在太陽系中的距離。
在薩達斯基論文中可能的第三型行星例子有格利泽876b和仙女座υc。溫度高於700 K時硫化物和氯化物可能會形成類似卷雲的雲。

### 第四型（Class IV）：鹼金屬雲
溫度高於900 K時，一氧化碳在大氣層中會變成含量佔主導地位的含碳分子（高於甲烷）。此外，鈉等鹼金屬會大幅增加，而在行星的光譜中預期會出現大量鈉和鉀的譜線。這些行星在大氣層深處的雲是由矽酸鹽和鐵形成的，但深處雲層並不會影響行星的光譜。這種行星反照率相當低，在類太陽恆星旁預期反照率只有0.03，因為鹼金屬會大量吸收輻射。第四型和第五型行星就是熱木星。
巨蟹座55b是預期的第四型行星。
HD 209458 b的溫度達到1300 K，也是預期的第四型行星，幾何反照率甚至達到誤差極限，0。2001年 NASA 在該行星凌日時探測到鈉，但含量少於預期。該行星的上層雲層吸收了大量熱能，因此平流層溫度相對較低。在模型中較暗的雲是由鈦或釩的氧化物組成（有時縮寫為 "TiVO"），相當於光譜形式為M型的紅矮星，但實際組成成分仍不明，不過可能會符合薩達斯基的預測。
HD 189733 b的表面溫度大約是920 K到1200 K，也屬於第四型行星。但在2007年底發現該行星是深藍色的，且反照率達到0.14（可能是因為發亮的熱點）。目前的結論是該行星沒有平流層。
TrES-2是目前已知反照率最低的行星，屬於第四型。

### 第五型（Class V）：矽酸鹽雲
在表面溫度高於1400K的系外行星，或者溫度較低但表面重力較木星低時，矽酸鹽和鐵就會在大氣層高層形成雲層。第五型行星的球面反照率在類太陽行星旁預期是0.55，是因為雲層能反射大量輻射。如此溫度下的行星會因為熱輻射而泛紅。如果恆星的光學視星等在4.50等以下，理論上就可以用現有儀器在可見光波段下觀測到這類行星。第五型行星的例子可能就是飛馬座51b。HAT-P-11b和其他克卜勒太空望遠鏡找到的熱木星可能屬於第五型。

## 外部連結
- . Extrasolar Visions.   [2008-06-26]. （原始内容存档于2012-04-09）.
- . ScienceDaily. 2007-09-25  [2008-06-26]. （原始内容存档于2012-04-09）.
- . Harvard University.   [2008-06-26]. （原始内容存档于2012-04-09）.